# Parbubu I
Parbubu I is een bestuurslaag in het regentschap Tapanuli Utara van de provincie Noord-Sumatra, Indonesië. Parbubu I telt 1051 inwoners (volkstelling 2010).